# 부울경
부산울산경남(부울경)은 부산광역시와 울산광역시, 경상남도 지역을 묶어 이르는 말이다. 동남권이라고도 부르며 부산광역시가 울산광역시보다 경상남도에서 분리된 시기도 34년 빠르기 때문에 이 지역을 가리킬 때에는 부경이라는 말도 폭넓게 사용되고 있으며, 부경대학교와 같이 학교의 명칭에 쓰이고도 있다. 정치적으로는 부산과 경상남도의 옛 로마자 표기의 앞글자를 딴 PK를 쓰기도 한다.
고려 현종 때 영남 지방 일원에 경상도가 설치되었고, 1896년에 13도제가 실시되면서 지금의 부산, 울산과 경상남도에 경상남도가 설치되었다. 1963년에는 부산직할시가 설치되면서 경상남도에서 분리되었고, 1997년에는 울산광역시가 경상남도에서 분리되었다.
부울경 지역은 서울을 중심으로 한 수도권 지역 다음으로 한국의 경제, 문화, 산업, 교통, 무역의 중심지이다. 인구 또한 수도권 지역 다음으로 가장 많으며 약 800만 명이 거주하는 도시권이다. 부울경의 중심지역은 한국 제2의 도시인 부산광역시이며, 교통이 발달하여 과거에 비해 부산을 중심으로 한 부울경 내의 교류가 활발해지고 있다. 대표적으로 부산진해경제자유구역과 부산울산고속도로가 있다.
최근에는 부울경 지역의 연대성과 연결성을 높이고자 많은 관광프로그램과 관련 프로그램이 생겨나고 있다.

## 같이 보기
- 대전충남
- 대구경북
- 광주전남